# Bonaventure Hategekimana
Bonaventure Hategekimana (ur. 25 lutego 1980 – zm. 15 listopada 2017) – rwandyjski piłkarz grający na pozycji obrońcy. W swojej karierze rozegrał 17 meczów w reprezentacji Rwandy.

## Kariera klubowa
Swoją karierę piłkarską Hategekimana rozpoczął w klubie APR FC. W sezonie 1999 zadebiutował w jego barwach w pierwszej lidze rwandyjskiej. Grał w nim do 2005 roku. Pięciokrotnie został z nim mistrzem kraju w sezonach 1999, 2000, 2001, 2003 i 2005 i dwukrotnie wicemistrzem w sezonach 2002 i 2004 oraz zdobył trzy Puchary Rwandy w latach 1999, 2000 i 2002. W sezonie 2006 najpierw grał w Police FC, a następnie przeszedł do Atraco FC. W sezonie 2006 wywalczył z nim wicemistrzostwo Rwandy. W latach 2007–2009 był zawodnikiem Rayon Sports FC, a w latach 2009-2010 - SC Kiyovu Sport. Następnie był piłkarzem takich klubów jak: Mukura Victory Sports FC (2010-2011), Espoir FC (2011-2012), Marines FC (2012-2014), Etincelles FC (2014-2015), AS Muhanga (2015-2016) i Musanze FC (2016-2017).

## Kariera reprezentacyjna
W reprezentacji Rwandy Hategekimana zadebiutował 3 sierpnia 1999 w zremisowanym 0:0 i ostatecznie przegranym po serii rzutów karnych 1:4 półfinałowym meczu CECAFA Cup 1999 z Kenią, rozegranym w Kigali. Od 1999 do 2009 wystąpił w kadrze narodowej 17 razy.